# Lijst van voetbalinterlands Cambodja - Indonesië (vrouwen)
Deze lijst van voetbalinterlands is een overzicht van alle officiële voetbalinterlands tussen de nationale vrouwenteams van Cambodja en Indonesië. De landen hebben tot nu toe vier keer tegen elkaar gespeeld. 

## Wedstrijden
| № | Plaats    | Datum            | Competitie                            | Wedstrijd            | Uitslag |
| - | --------- | ---------------- | ------------------------------------- | -------------------- | ------- |
| 1 | Chonburi  | 20 augustus 2019 | Zuidoost-Aziatisch kampioenschap 2019 | Cambodja − Indonesië | 0 − 4   |
| 2 | Vientiane | 23 november 2024 | Zuidoost-Aziatisch kampioenschap 2024 | Cambodja − Indonesië | 0 − 0   |
| 3 | Vientiane | 5 december 2024  | Zuidoost-Aziatisch kampioenschap 2024 | Cambodja − Indonesië | 1 − 3   |
| 4 | Việt Trì  | 12 augustus 2025 | Zuidoost-Aziatisch kampioenschap 2025 | Cambodja − Indonesië | 1 − 1   |

## Samenvatting
| Competitie                       | Totaal gespeeld | Winst Cambodja | Gelijk | Winst Indonesië | Doelsaldo Cambodja – Indonesië |
| -------------------------------- | --------------- | -------------- | ------ | --------------- | ------------------------------ |
| Zuidoost-Aziatisch kampioenschap | 4               | 0              | 2      | 2               | 2 − 8                          |
| Totaal                           | 4               | 0              | 2      | 2               | 2 − 8                          |